# Championnats d'Europe de VTT
Les championnats d'Europe de VTT se déroulent chaque année depuis 1989 (à l’exception de 1990, sans championnats). 
Plusieurs disciplines composent ces championnats organisé en des lieux différents par l'Union européenne de cyclisme tels que le cross-country, le cross-country éliminatoire, la descente, le marathon, le four-cross, le trial et la beachrace.

## Lieux
| Année | Cross-country olympique                           | Descente                              | Dual slalom         | Cross-country marathon  | Trial               |
| ----- | ------------------------------------------------- | ------------------------------------- | ------------------- | ----------------------- | ------------------- |
| 1989  | Anzère                                            |                                       |                     |                         |                     |
| 1990  | Pas de championnats                               | Pas de championnats                   | Pas de championnats | Pas de championnats     | Pas de championnats |
| 1991  | La Bourboule                                      | La Bourboule                          |                     |                         |                     |
| 1992  | Möllbrücke                                        | Möllbrücke                            |                     |                         |                     |
| 1993  | Klosters                                          | Klosters                              |                     |                         |                     |
| 1994  | Métabief                                          | Métabief                              |                     |                         |                     |
| 1995  | Špindlerův Mlýn                                   | Špindlerův Mlýn                       |                     |                         |                     |
| 1996  | Bassano del Grappa                                | Bassano del Grappa                    |                     |                         |                     |
| 1997  | Silkeborg                                         | Métabief                              |                     |                         |                     |
| 1998  | Aywaille                                          | Špindlerův Mlýn                       | Špindlerův Mlýn     |                         |                     |
| 1999  | Porto de Mós                                      | La Molina                             | La Molina           |                         |                     |
| 2000  | Rhenen                                            | Vars                                  | Vars                |                         |                     |
| 2001  | Saint-Wendel                                      | Livigno                               | Livigno             |                         |                     |
| 2002  | Zurich                                            |                                       |                     | Salzkammergut           |                     |
| Année | Cross-country olympique                           | Four-cross                            | Descente            | Cross-country marathon  | Trial               |
| 2003  | Graz                                              | Graz                                  | Graz                | Graz                    | Graz                |
| 2004  | Wałbrzych                                         | Wałbrzych                             | Wałbrzych           | Wałbrzych               | Wałbrzych           |
| 2005  | Kluisbergen                                       |                                       | Commezzadura        | Frammersbach            | Kluisbergen         |
| 2006  | Chies d'Alpago                                    | Stollberg/Erzgeb.                     | Commezzadura        | Tambre                  | Cologne             |
| 2007  | Cappadoce                                         | Elatochori                            | Elatochori          | Saint-Wendel            | Wałbrzych           |
| 2008  | Saint-Wendel                                      |                                       | Caspoggio           | Albstadt                | Heubach             |
| 2009  | Zoetermeer                                        | Ajdovščina                            | Kranjska Gora       | Tartu                   | Zoetermeer          |
| 2010  | Haïfa                                             | Willingen                             | Hafjell             | Montebelluna            | Melsungen           |
| 2011  | Dohňany                                           |                                       |                     | Kleinzell               | Biella              |
| 2012  | Moscou                                            | Szczawno-Zdrój                        |                     | Jablonné v Podještědí   | Weilrod             |
| Année | Cross-country olympique                           | Four-cross Cross-country éliminatoire | Descente            | Cross-country marathon  | Trial               |
| 2013  | Berne                                             | 4X : Pamporovo XCE Berne              | Pamporovo           | Singen                  | Berne               |
| Année | Cross-country olympique                           | Cross-country éliminatoire            | Descente            | Cross-country marathon  | Trial               |
| 2014  | Saint-Wendel                                      | Saint-Wendel                          |                     | Ballyhoura              | Wałbrzych           |
| 2015  | Chies d'Alpago                                    | Chies d'Alpago                        | Wisła               | Singen                  | Chies d'Alpago      |
| 2016  | Huskvarna                                         | Huskvarna                             | Wisła               | Sigulda                 | Le Puy-en-Velay     |
| 2017  | Darfo Boario Terme                                | Darfo Boario Terme                    | Sestola             | Svit                    |                     |
| 2018  | Glasgow                                           | Graz-Stattegg                         | Lousã               | Spilimbergo             | Moudon              |
| 2019  | Brno                                              | Brno                                  | Pampilhosa da Serra | Kvam                    | Lucques             |
| 2020  | Monte Tamaro                                      | Monte Tamaro                          |                     |                         |                     |
| 2021  | Novi Sad                                          | Novi Sad                              | Maribor             | Evolène                 |                     |
| Année | Cross-country olympique Cross-country short-track | Cross-country éliminatoire            | Descente            | Cross-country marathon  | Trial               |
| 2022  | XCO Munich XCC Anadia                             | Anadia                                | Maribor             | Jablonné v Podještědí   |                     |
| 2023  | XCO Krynica-Zdrój XCC Anadia                      | Sakarya                               | Les Menuires        | Laissac                 | Poprad              |
| 2024  | Cheile Grădiștei                                  | Gibraltar                             | Champéry            | Viborg                  | Jeumont             |
| 2025  | Melgaço                                           |                                       | La Molina           | Casella                 | Aarhus              |
| 2026  | à déterminer                                      |                                       | Sofia               | Ramales de la Victoria  |                     |
| 2027  | Göteborg                                          |                                       |                     | Jerez de los Caballeros |                     |

Beachrace
- 2016, 2017, 2018 :  Schéveningue
- 2019, 2021, 2022 :  Dunkerque

Cross-country ultra marathon
- 2018, 2019, 2021 :  Vielha

## Cross-country olympique

### Hommes
Élites
| Année | Or                        | Argent               | Bronze                 |
| 1989  | Roger Honegger            | Philippe Perakis     | Erich Übelhardt        |
| 1990  | Pas de compétition        | Pas de compétition   | Pas de compétition     |
| 1991  | Erich Übelhardt           | Mario Noris          | Thomas Frischknecht    |
| 1992  | Erich Übelhardt           | Gerhard Zadrobilek   | Lorenz Saurer          |
| 1993  | Thomas Frischknecht       | Daniele Bruschi      | Petr Hric              |
| 1994  | Albert Iten               | Gary Foord           | Benny Heylen           |
| 1995  | Jean-Christophe Savignoni | Luca Bramati         | Christophe Dupouey     |
| 1996  | Christophe Dupouey        | Hubert Pallhuber     | Cyrille Bonnand        |
| 1997  | Lennie Kristensen         | Luca Bramati         | Beat Wabel             |
| 1998  | Christophe Dupouey        | Bas van Dooren       | Thomas Frischknecht    |
| 1999  | Miguel Martinez           | Grégory Vollet       | Roberto Lezaun Zubiria |
| 2000  | Filip Meirhaeghe          | Bart Brentjens       | Roel Paulissen         |
| 2001  | Bart Brentjens            | José Antonio Hermida | Lado Fumic             |
| 2002  | José Antonio Hermida      | Lado Fumic           | Roel Paulissen         |
| 2003  | Ralph Näf                 | Julien Absalon       | Lado Fumic             |
| 2004  | José Antonio Hermida      | Lado Fumic           | Ralph Näf              |
| 2005  | Jean-Christophe Péraud    | Julien Absalon       | Marco Bui              |
| 2006  | Julien Absalon            | Christoph Sauser     | Ralph Näf              |
| 2007  | José Antonio Hermida      | Julien Absalon       | Fredrik Kessiakoff     |
| 2008  | Florian Vogel             | Christoph Sauser     | Jakob Fuglsang         |
| 2009  | Ralph Näf                 | José Antonio Hermida | Sven Nys               |
| 2010  | Jaroslav Kulhavý          | Lukas Flückiger      | Marco Aurelio Fontana  |
| 2011  | Jaroslav Kulhavý          | Julien Absalon       | Florian Vogel          |
| 2012  | Moritz Milatz             | Sergio Mantecón      | Ralph Näf              |
| 2013  | Julien Absalon            | Nino Schurter        | Marco Aurelio Fontana  |
| 2014  | Julien Absalon            | Fabian Giger         | Jan Škarnitzl          |
| 2015  | Julien Absalon            | Lukas Flückiger      | Manuel Fumic           |
| 2016  | Julien Absalon            | Fabian Giger         | Ondrej Cink            |
| 2017  | Florian Vogel             | Julien Absalon       | Manuel Fumic           |
| 2018  | Lars Forster              | Luca Braidot         | David Valero           |
| 2019  | Mathieu van der Poel      | Florian Vogel        | Milan Vader            |
| 2020  | Nino Schurter             | Titouan Carod        | Mathias Flückiger      |
| 2021  | Lars Forster              | Sebastian Fini       | Filippo Colombo        |
| 2022  | Tom Pidcock               | Sebastian Fini       | Filippo Colombo        |
| 2023  | Vlad Dascalu              | Lars Forster         | Luca Braidot           |
| 2024  | Simone Avondetto          | Simon Andreassen     | Julian Schelb          |
| 2025  | Tom Pidcock               | Charlie Aldridge     | Simon Andreassen       |

Moins de 23 ans (Espoirs)
| Année | Or                   | Argent                  | Bronze                  |
| 1996  | Miguel Martinez      | Dario Cioni             | Thomas Dietsch          |
| 1997  | Miguel Martinez      | Filippo Belloni         | José Márquez Granados   |
| 1998  | Christoph Sauser     | Roel Paulissen          | Thomas Hochstrasser     |
| 1999  | Håkon Austad         | Julien Absalon          | Martino Fruet           |
| 2000  | José Antonio Hermida | Håkon Austad            | Thijs Al                |
| 2001  | Julien Absalon       | Thijs Al                | Peter Riis Andersen     |
| 2002  | Julien Absalon       | Florian Vogel           | Inaki Lejarreta Errasti |
| 2003  | Michael Weiss        | Carlos Coloma           | Manuel Fumic            |
| 2004  | Manuel Fumic         | Inaki Lejarreta Errasti | Florian Vogel           |
| 2005  | Rudi van Houts       | Jakob Fuglsang          | Yury Trofimov           |
| 2006  | Nino Schurter        | Rudi van Houts          | Tony Longo              |
| 2007  | Nino Schurter        | Jaroslav Kulhavý        | Jakob Fuglsang          |
| 2008  | Nino Schurter        | Stéphane Tempier        | Mathias Flückiger       |
| 2009  | Fabian Giger         | Thomas Litscher         | Lukas Kaufmann          |
| 2010  | Mathias Flückiger    | Niels Wubben            | Patrik Gallati          |
| 2011  | Gerhard Kerschbaumer | Henk Jaap Moorlag       | Thomas Litscher         |
| 2012  | Ondřej Cink          | Michiel van der Heijden | Luca Braidot            |
| 2013  | Jordan Sarrou        | Jens Schuermans         | Hugo Drechou            |
| 2014  | Jordan Sarrou        | Michiel van der Heijden | Bart De Vocht           |
| 2015  | Pablo Rodriguez      | Grant Ferguson          | Jens Schuermans         |
| 2016  | Victor Koretzky      | Titouan Carod           | Marcel Guerrini         |
| 2017  | Gioele Bertolini     | Nadir Colledani         | Simon Andreassen        |
| 2018  | Joshua Dubau         | Filippo Colombo         | Milan Vader             |
| 2019  | Vlad Dascalu         | Filippo Colombo         | Maximilian Brandl       |
| 2020  | Joel Roth            | Vital Albin             | Juri Zanotti            |
| 2021  | Joel Roth            | Juri Zanotti            | David List              |
| 2022  | Simone Avondetto     | Charlie Aldridge        | Janis Baumann           |
| 2023  | Adrien Boichis       | Dario Lillo             | Charlie Aldridge        |
| 2024  | Finn Treudler        | Luke Wiedmann           | Luca Martin             |
| 2025  | Adrien Boichis       | Albert Philipsen        | Finn Treudler           |

Juniors
| Année | Or                      | Argent                   | Bronze                  |
| 1993  | Dario Acquaroli         | Dennis Hummelsiep        | Johan Van de Ven        |
| 1994  | Miguel Martinez         | Thomas Hochstrasser      | Thomas Kalberer         |
| 1995  | Thomas Kalberer         | Martino Fruet            | Erik Jungåker           |
| 1996  | Håkon Austad            | Michael Reynaud          | Leonardo Zanotti        |
| 1997  | Mathias Mende           | Yohann Vachette          | Fredrik Modin           |
| 1998  | Julien Absalon          | Gustav Larsson           | Tomáš Trunschka         |
| 1999  | Nicolas Filippi         | Rémy Grosdidier          | Florian Vogel           |
| 2000  | Liam Killeen            | Florian Vogel            | Pavel Boudny            |
| 2001  | Jukka Vastaranta        | Lars Petter Nordhaug     | Jürg Graf               |
| 2002  | Thomas Lövkvist         | Jaroslav Kulhavý         | Yury Trofimov           |
| 2003  | Jaroslav Kulhavý        | Jakob Fuglsang           | Hans Becking            |
| 2004  | Nino Schurter           | Lukas Hanus              | Hans Becking            |
| 2005  | Patrik Gallati          | Martin Fanger            | Anders Hovdenes         |
| 2006  | Mathias Flückiger       | Alexis Vuillermoz        | Pascal Meyer            |
| 2007  | Thomas Litscher         | Fabien Canal             | Peter Sagan             |
| 2008  | Peter Sagan             | Mykhaylo Batsutsa        | Matthias Rupp           |
| 2009  | Gerhard Kerschbaumer    | Michiel van der Heijden  | Martin Gluth            |
| 2010  | Roger Walder            | Maximilian Vieider       | Michiel van der Heijden |
| 2011  | Jens Schuermans         | Grant Ferguson           | Maxime Urruty           |
| 2012  | Romain Seigle           | Titouan Carod            | Andri Frischknecht      |
| 2013  | Lukas Baum              | Gioele Bertolini         | Niels Rasmussen         |
| 2014  | Simon Andreassen        | Luca Schwarzbauer        | Milan Vader             |
| 2015  | Simon Andreassen        | Antoine Philipp          | Maximilian Brandl       |
| 2016  | Thomas Bonnet           | Vital Albin              | Axel Zingle             |
| 2017  | Jofre Cullell           | Alexandre Balmer         | Benjamin Le Ny          |
| 2018  | Alexandre Balmer        | Simone Avondetto         | Leon Kaiser             |
| 2019  | Lukas Malezsewski       | Janis Baumann            | Harry Birchill          |
| 2020  | Oliver Vedersø Sølvhøj  | Janis Baumann            | Luke Wiedmann           |
| 2021  | Oleksandr Hudyma        | Roman Holzer             | Alexandre Martins       |
| 2022  | Gustav Pedersen         | Rens Teunissen van Manen | Paul Schehl             |
| 2023  | Albert Withen Philipsen | Freek Bouten             | Sivert Ekroll           |
| 2024  | Nikolaj Hougs           | Kryštof Bažant           | Nils Johansson          |
| 2025  | Anatol Friedl           | Federico Brafa           | Lewin Iten              |

### Femmes
Élites
| Année | Or                     | Argent                 | Bronze                 |
| 1991  | Chantal Daucourt       | Silvia Fürst           | Giovanna Bonazzi       |
| 1992  | Silvia Fürst           | Cornelia Sulzer        | Chantal Daucourt       |
| 1993  | Chantal Daucourt       | Caroline Alexander     | Cornelia Sulzer        |
| 1994  | Paola Pezzo            | Sophie Hosotte-Eglin   | Maria Paola Turcutto   |
| 1995  | Caroline Alexander     | Silvia Rovira Planas   | Kateřina Neumannová    |
| 1996  | Paola Pezzo            | Nadia De Negri         | Silvia Fürst           |
| 1997  | Chantal Daucourt       | Alla Epifánova         | Annabella Stropparo    |
| 1998  | Laurence Leboucher     | Gunn-Rita Dahle        | Margarita Fullana      |
| 1999  | Paola Pezzo            | Barbara Blatter        | Margarita Fullana      |
| 2000  | Laurence Leboucher     | Paola Pezzo            | Caroline Alexander     |
| 2001  | Laurence Leboucher     | Sabine Spitz           | Irina Kalentieva       |
| 2002  | Gunn-Rita Dahle        | Laurence Leboucher     | Sabine Spitz           |
| 2003  | Gunn-Rita Dahle        | Irina Kalentieva       | Margarita Fullana      |
| 2004  | Gunn-Rita Dahle        | Maja Włoszczowska      | Sabine Spitz           |
| 2005  | Gunn-Rita Dahle        | Maja Włoszczowska      | Margarita Fullana      |
| 2006  | Margarita Fullana      | Gunn-Rita Dahle Flesjå | Sabine Spitz           |
| 2007  | Sabine Spitz           | Irina Kalentieva       | Kateřina Nash          |
| 2008  | Sabine Spitz           | Irina Kalentieva       | Gunn-Rita Dahle Flesjå |
| 2009  | Maja Włoszczowska      | Irina Kalentieva       | Sabine Spitz           |
| 2010  | Katrin Leumann         | Maja Włoszczowska      | Eva Lechner            |
| 2011  | Gunn-Rita Dahle Flesjå | Maja Włoszczowska      | Tanja Žakelj           |
| 2012  | Gunn-Rita Dahle Flesjå | Esther Süss            | Sabine Spitz           |
| 2013  | Tanja Žakelj           | Eva Lechner            | Maja Włoszczowska      |
| 2014  | Tanja Žakelj           | Blaža Klemenčič        | Maja Włoszczowska      |
| 2015  | Jolanda Neff           | Eva Lechner            | Blaza Klemencic        |
| 2016  | Jolanda Neff           | Annika Langvad         | Sabine Spitz           |
| 2017  | Yana Belomoina         | Linda Indergand        | Gunn-Rita Dahle        |
| 2018  | Jolanda Neff           | Pauline Ferrand-Prévot | Githa Michiels         |
| 2019  | Jolanda Neff           | Yana Belomoina         | Elisabeth Brandau      |
| 2020  | Pauline Ferrand-Prévot | Anne Terpstra          | Yana Belomoina         |
| 2021  | Pauline Ferrand-Prévot | Anne Terpstra          | Anne Tauber            |
| 2022  | Loana Lecomte          | Pauline Ferrand-Prévot | Anne Terpstra          |
| 2023  | Puck Pieterse          | Mona Mitterwallner     | Sina Frei              |
| 2024  | Puck Pieterse          | Mona Mitterwallner     | Nina Benz              |
| 2025  | Jenny Rissveds         | Evie Richards          | Nicole Koller          |

Moins de 23 ans
| Année | Or                     | Argent             | Bronze             |
| 2006  | Sarah Koba             | Tereza Huříková    | Eva Lechner        |
| 2007  | Eva Lechner            | Elisabeth Osl      | Tereza Huříková    |
| 2008  | Nathalie Schneitter    | Tanja Žakelj       | Tereza Huříková    |
| 2009  | Aleksandra Dawidowicz  | Alexandra Engen    | Julie Bresset      |
| 2010  | Alexandra Engen        | Kathrin Stirnemann | Tanja Žakelj       |
| 2011  | Julie Bresset          | Annie Last         | Elisabeth Sveum    |
| 2012  | Jolanda Neff           | Paula Gorycka      | Anne Terpstra      |
| 2013  | Yana Belomoina         | Jenny Rissveds     | Helen Grobert      |
| 2014  | Pauline Ferrand-Prévot | Jolanda Neff       | Helen Grobert      |
| 2015  | Perrine Clauzel        | Margot Moschetti   | Monika Żur         |
| 2016  | Sina Frei              | Jenny Rissveds     | Evie Richards      |
| 2017  | Sina Frei              | Alessandra Keller  | Anne Tauber        |
| 2018  | Sina Frei              | Marika Tovo        | Rocío García       |
| 2019  | Sina Frei              | Laura Stigger      | Loana Lecomte      |
| 2020  | Loana Lecomte          | Marika Tovo        | Viktoria Kirsanova |
| 2021  | Mona Mitterwallner     | Puck Pieterse      | Ronja Eibl         |
| 2022  | Puck Pieterse          | Fem van Empel      | Giada Specia       |
| 2023  | Sofie Heby             | Ronja Blöchlinger  | Noëlle Buri        |
| 2024  | Monique Halter         | Carla Hahn         | Anina Hutter       |
| 2025  | Valentina Corvi        | Anina Hutter       | Sina Van Thiel     |

Juniors
| Année | Or                     | Argent                | Bronze                |
| 1993  | Karin Romer            | Laëtitia Holweck      | Evelyn Schlager       |
| 1994  | Mona Fée               | Marielle Saner        | Nolvenn Le Caër       |
| 1995  | Mona Fée               | Emelie Öhrstig        | Ruzena Randáková      |
| 1996  | Helena Eriksson        | Isabelle Buri         | Anna Barbara Elsner   |
| 1997  | Hélène Marcouyre       | Isabelle Buri         | Jindřiška Bejstová    |
| 1998  | Cécile Rode            | Lea Flückiger         | Sandrine Guirronnet   |
| 1999  | Cécile Rode            | Séverine Hansen       | Lucrezia Lamastra     |
| 2000  | Magdalena Sadlecka     | Petra Bublová         | Sonja Traxel          |
| 2001  | Maja Włoszczowska      | Pavla Havlíková       | Petra Bublová         |
| 2002  | Bettina Schmid         | Eva Lechner           | Petra Bublová         |
| 2003  | Bettina Schmid         | Tereza Huříková       | Marianne Vos          |
| 2004  | Emilie Siegenthaler    | Tereza Huříková       | Nathalie Schneitter   |
| 2005  | Magdalena Pyrgies      | Aleksandra Dawidowicz | Julie Krasniak        |
| 2006  | Tanja Žakelj           | Julie Krasniak        | Alexandra Engen       |
| 2007  | Kathrin Stirnemann     | Barbara Benkó         | Ines Thoma            |
| 2008  | Mona Eiberweiser       | Alla Boyko            | Kajsa Snihs           |
| 2009  | Pauline Ferrand-Prévot | Michelle Hediger      | Anne Terpstra         |
| 2010  | Linda Indergand        | Helen Grobert         | Johanna Techt         |
| 2011  | Jolanda Neff           | Linda Indergand       | Johanna Techt         |
| 2012  | Jenny Rissveds         | Margot Moschetti      | Sofia Wiedenroth      |
| 2013  | Malene Degn            | Sofia Wiedenroth      | Alessandra Keller     |
| 2014  | Alessandra Keller      | Nicole Koller         | Sina Frei             |
| 2015  | Sina Frei              | Nicole Koller         | Ida Jansson           |
| 2016  | Sophie Wright          | Hélène Clauzel        | Caroline Bohé         |
| 2017  | Laura Stigger          | Loana Lecomte         | Caroline Bohé         |
| 2018  | Laura Stigger          | Harriet Harnden       | Tereza Sásková        |
| 2019  | Jacqueline Schneebeli  | Mona Mitterwallner    | Harriet Harnden       |
| 2020  | Mona Mitterwallner     | Olivia Onesti         | Puck Pieterse         |
| 2021  | Line Burquier          | Sara Cortinovis       | Lea Huber             |
| 2022  | Monique Halter         | Lea Huber             | Natalia Grzegorzewska |
| 2023  | Valentina Corvi        | Carla Hahn            | Katrin Embacher       |
| 2024  | Maruša Tereza Šerkezi  | Lara Liehner          | Giada Martinoli       |
| 2025  | Anja Grossman          | Maruša Tereza Šerkezi | Barbora Bukovská      |

### Relais mixte
| Année | Or | Argent                                                                                               | Bronze                                                                                                  |
| 2002  | France Julien Absalon Jean-Eudes Demaret Laurence Leboucher Cédric Ravanel                                       | Suisse Florian Vogel Barbara Blatter Lukas Flückiger Thomas Kalberer                                 | Tchéquie Milan Spesny Jaroslav Kulhavý Ilona Bublová Tomáš Vokrouhlík                                   |
| 2003  | Suisse Ralph Näf Balz Weber Nino Schurter Barbara Blatter                                                        | Pologne Marcin Karczynski Piotr Formicki Anna Szafraniec Kryspin Pyrgies                             | Espagne Carlos Coloma Ángel Espigares Marga Fullana José Antonio Hermida                                |
| 2004  | Suisse Ralph Näf Nino Schurter Petra Henzi Florian Vogel                                                         | Allemagne Ivonne Kraft Moritz Milatz Stefan Sahm Andi Weinhold                                       | Espagne Iñaki Lejarreta Miguel Vallés Marga Fullana José Antonio Hermida                                |
| 2005  | Italie Marco Bui Tony Longo Eva Lechner Johannes Schweiggl                                                       | Suisse Nino Schurter Martin Fanger Petra Henzi Florian Vogel                                         | Suède Emil Lindgren Matthias Wengelin Maria Östergren Fredrik Kessiakoff                                |
| 2006  | Suisse Ralph Näf Petra Henzi Martin Fanger Nino Schurter                                                         | France Cédric Ravanel Séverine Hansen Alexis Vuillermoz Stéphane Tempier                             | Suède Fredrik Kessiakoff Emil Lindgren Maria Östergren Matthias Wengelin                                |
| 2007  | Suisse Florian Vogel Thomas Litscher Petra Henzi Nino Schurter                                                   | France Alexis Vuillermoz Fabien Canal Cécile Rode Cédric Ravanel                                     | Italie Yader Zoli Andrea Tiberi Francesco Aulino Eva Lechner                                            |
| 2008  | France Jean-Christophe Péraud Arnaud Jouffroy Laurence Leboucher Alexis Vuillermoz                               | Italie Marco Aurelio Fontana Gerhard Kerschbaumer Eva Lechner Cristian Cominelli                     | Suède Emil Lindgren Alexandra Engen Olof Jonsson Alexander Wetterhall                                   |
| 2009  | Suède Emil Lindgren Tobias Ludvigsson Matthias Wengelin Alexandra Engen                                          | Suisse Thomas Litscher Ralph Näf Roger Walder Nathalie Schneitter                                    | Pays-Bas Michiel van der Heijden Rudi van Houts Irjan Luttenberg Sanne van Paassen                      |
| 2010  | Suisse Thomas Litscher Ralph Näf Roger Walder Katrin Leumann                                                     | Italie Marco Aurelio Fontana Maximilian Vieider Eva Lechner Gerhard Kerschbaumer                     | Tchéquie Ondřej Cink Tomáš Paprstka Tereza Huríková Jan Škarnitzl                                       |
| 2011  | France Fabien Canal Victor Koretzky Julie Bresset Maxime Marotte                                                 | Suisse Thomas Litscher Lars Forster Nathalie Schneitter Martin Gujan                                 | Italie Marco Aurelio Fontana Gerhard Kerschbaumer Lorenzo Samparisi Eva Lechner                         |
| 2012  | Italie Michele Casagrande Gioele Bertolini Eva Lechner Luca Braidot                                              | Suisse Martin Gujan Katrin Leumann Matthias Stirnemann Dominic Zumstein                              | Pays-Bas Michiel van der Heijden Jesper Slik Anne Terpstra Henk-Jaap Moorlag                            |
| 2013  | Italie Gioele Bertolini Eva Lechner Marco Aurelio Fontana Gerhard Kerschbaumer                                   | Suisse Reto Indergand Dominic Grab Jolanda Neff Nino Schurter                                        | Tchéquie Jan Nesvadba Jan Vastl Kateřina Nash Ondřej Cink                                               |
| 2014  | France Jordan Sarrou Hugo Pigeon Margot Moschetti Maxime Marotte                                                 | Allemagne Ben Zwiehoff Tobias Eise Helen Grobert Moritz Milatz                                       | Italie Maximilian Vieider Moreno Pellizzon Lisa Rabensteiner Marco Aurelio Fontana                      |
| 2015  | Allemagne Maximilian Brandl Ben Zwiehoff Helen Grobert Manuel Fumic                                              | Suisse Reto Indergand Arnaud Hertling Esther Süss Andri Frischknecht                                 | Tchéquie Jan Vastl Matěj Průdek Barbora Průdková Jaroslav Kulhavy                                       |
| 2016  | Suisse Marcel Guerrini Vital Albin Jolanda Neff Lars Forster                                                     | France Victor Koretzky Axel Zingle Pauline Ferrand-Prévot Jordan Sarrou                              | Allemagne Georg Egger Niklas Schehl Sabine Spitz Ben Zwiehoff                                           |
| 2017  | Suisse Filippo Colombo Joel Roth Linda Indergand Alessandra Keller Andri Frischknecht                            | Danemark Sebastian Fini Alexander Young Andersen Caroline Bohé Simon Andreassen Malene Degn          | Italie Gerhard Kerschbaumer Chiara Teocchi Juri Zanotti Marika Tovo Nadir Colledani                     |
| 2018  | Italie Luca Braidot Marika Tovo Filippo Fontana Chiara Teocchi Juri Zanotti                                      | Suisse Joris Ryf Alexandre Balmer Alessandra Keller Sina Frei Filippo Colombo                        | Danemark Jonas Lindberg Alexander Young Andersen Simon Andreassen Caroline Bohé Malene Degn             |
| 2019  | Suisse Joel Roth Dario Lillo Ramona Forchini Sina Frei Andri Frischknecht                                        | Italie Simone Avondetto Andrea Colombo Eva Lechner Martina Berta Luca Braidot                        | Danemark Sebastian Fini Markus Kaad Heuer Sofie Heby Pedersen Caroline Bohé Simon Andreassen            |
| 2020  | Italie Luca Braidot Eva Lechner Filippo Agostinacchio Nicole Pesse Marika Tovo Juri Zanotti                      | France Mathis Azzaro Luca Martin Loana Lecomte Olivia Onesti Léna Gérault Jordan Sarrou              | Suisse Fabio Püntener Janis Baumann Alessandra Keller Noëlle Buri Elisa Alvarez Thomas Litscher         |
| 2021  | Italie Luca Braidot Filippo Agostinacchio Martina Berta Sara Cortinovis Marika Tovo Juri Zanotti                 | Suisse Vital Albin Nils Aebersold Alessandra Keller Jacqueline Schneebeli Lea Huber Alexandre Balmer | Allemagne Leon Kaiser Lars Gräter Nina Benz Finja Lipp Ronja Eibl Niklas Schehl                         |
| 2022  | Pays-Bas Tom Schellekens Rens Teunissen van Manen Fem van Empel Lauren Molengraaf Puck Pieterse David Haverdings | Italie Marco Betteo Fabio Bassignana Giorgia Marchet Valentina Corvi Giada Specia Simone Avondetto   | Allemagne Paul Schehl Lennart-jan Krayer Finja Lipp Sina Thiel Antonia Weeger Leon Kaiser               |
| 2023  | Danemark Gustav Pedersen Albert Withen Philipsen Julie Lillelund Sofie Pedersen Malene Degn Sebastian Carstensen | France Adrien Boichis Julien Hemon Noémie Garnier Line Burquier Anaïs Moulin Mathis Guay             | Italie Gabriel Borre Elian Paccagnella Elisa Lanfranchi Sara Cortinovis Valentina Corvi Andreas Vittone |
| 2024  | Italie Simone Avondetto Matteo Siffredi Chiara Teocchi Giada Martinoli Valentina Corvi Mattia Stenico            | France Yannis Musy Nicolas Kalanquin Olivia Onesti Tatiana Tournut Anaïs Moulin Titouan Carod        | Suisse Finn Treudler Nicolas Halter Ramona Forchini Anina Hutter Muriel Furrer Thomas Litscher          |
| 2025  | Italie Juri Zanotti Elian Paccagnella Martina Berta Elisa Ferri Valentina Corvi Ettore Fabbro                    | Suisse Finn Treudler Lewin Iten Ramona Forchini Fiona Schibler Anja Grossman Nino Schurter           | Allemagne Leon Kaiser Max Ebrecht Carla Hahn Paulina Lange Nina Graf Benjamin Krüger                    |

## Cross-country short-track

### Hommes
Élites
| Année | Or               | Argent          | Bronze           |
| 2022  | Charlie Aldridge | David Campos    | Alexandre Balmer |
| 2023  | David Campos     | Adrien Boichis  | Thomas Litscher  |
| 2024  | Simon Andreassen | Julian Schelb   | Luca Braidot     |
| 2025  | Luca Schätti     | Thomas Litscher | Adrien Boichis   |

Moins de 23 ans
| Année | Or               | Argent        | Bronze           |
| 2024  | Joseph Blackmore | Dario Lillo   | Oleksandr Hudyma |
| 2025  | Adrien Boichis   | Nikolaj Hougs | Gustav Pedersen  |

Juniors
| Année | Or            | Argent               | Bronze         |
| 2022  | Yanick Binz   | Loris Hättenschwiler | Leo Lounela    |
| 2023  | Mikkel Lose   | Nikolaj Hougs        | Edvin Elofsson |
| 2024  | Sven Sommer   | Micha Alder          | Aksel Laforce  |
| 2025  | Anatol Friedl | Guillermo Parrado    | Federico Brafa |

### Femmes
Élites
| Année | Or                     | Argent          | Bronze          |
| 2022  | Ronja Blöchlinger      | Giorgia Marchet | Linn Gustafzzon |
| 2023  | Ronja Blöchlinger      | Noëlle Buri     | Kira Böhm       |
| 2024  | Pauline Ferrand-Prévot | Puck Pieterse   | Nicole Koller   |
| 2025  | Jenny Rissveds         | Nicole Koller   | Linda Indergand |

Moins de 23 ans
| Année | Or              | Argent              | Bronze          |
| 2024  | Kira Böhm       | Ella Maclean-Howell | Carla Hahn      |
| 2025  | Julie Lillelund | Anina Hutter        | Sara Cortinovis |

Juniors
| Année | Or                    | Argent           | Bronze          |
| 2022  | Simona Spesná         | Lea Huber        | Monique Halter  |
| 2023  | Carla Hahn            | Kamilla Aasebø   | Eva Herzog      |
| 2024  | Maruša Tereza Šerkezi | Lara Liehner     | Regina Bruchner |
| 2025  | Maruša Tereza Šerkezi | Barbora Bukovská | Elinore Nilsson |

## Cross-country éliminatoire

### Hommes
| Année | Or                    | Argent                | Bronze            |
| 2013  | Daniel Federspiel     | Miha Halzer           | Sepp Freiburghaus |
| 2014  | Daniel Federspiel     | Ralph Näf             | Fabrice Mels      |
| 2015  | Jeroen van Eck        | Heiko Hog             | Marcel Wildhaber  |
| 2016  | Emil Linde            | Daniel Federspiel     | Martin Setterberg |
| 2017  | Titouan Perrin-Ganier | Daniel Federspiel     | Jeroen van Eck    |
| 2018  | Titouan Perrin-Ganier | Lorenzo Serres        | Simon Rogier      |
| 2019  | Hugo Briatta          | Titouan Perrin-Ganier | Lorenzo Serres    |
| 2020  | Titouan Perrin-Ganier | Jeroen van Eck        | Hugo Briatta      |
| 2021  | Jeroen van Eck        | Lorenzo Serres        | Joel Burman       |
| 2022  | Jakob Klemenčič       | Ricardo Marinheiro    | Ede-Karoly Molnar |
| 2023  | Ede-Karoly Molnar     | Titouan Perrin-Ganier | Nils-Obed Riecker |
| 2024  | Theo Hauser           | Jakob Klemenčič       | Ede-Karoly Molnar |

### Femmes
| Année | Or                 | Argent             | Bronze                 |
| 2013  | Jenny Rissveds     | Kathrin Stirnemann | Ramona Forchini        |
| 2014  | Kathrin Stirnemann | Linda Indergand    | Alexandra Engen        |
| 2015  | Kathrin Stirnemann | Anna Oberparleiter | Chiara Teocchi         |
| 2016  | Iryna Popova       | Anne Terpstra      | Anna Oberparleiter     |
| 2017  | Kathrin Stirnemann | Barbora Průdková   | Anne Terpstra          |
| 2018  | Iryna Popova       | Coline Clauzure    | Barbora Průdková       |
| 2019  | Gaia Tormena       | Coline Clauzure    | Magdalena Duran Garcia |
| 2020  | Gaia Tormena       | Linda Indergand    | Marion Fromberger      |
| 2021  | Gaia Tormena       | Fem van Empel      | Iryna Popova           |
| 2022  | Gaia Tormena       | Terézia Ciriaková  | Zuzana Šafárová        |
| 2023  | Gaia Tormena       | Marion Fromberger  | Annemoon van Dienst    |
| 2024  | Gaia Tormena       | Line Mygdam        | Constantina Georgiou   |

## Cross-country marathon

### Hommes
Élites
| Année | Or                  | Argent              | Bronze              |
| 2002  | Mauro Bettin        | Thomas Dietsch      | Roman Rametsteiner  |
| 2003  | Thomas Dietsch      | Martin Kraler       | Jure Golčer         |
| 2004  | Thomas Dietsch      | Roland Stauder      | Alban Lakata        |
| 2005  | Hannes Genze        | Andreas Kugler      | Sandro Späth        |
| 2006  | Ralph Näf           | Thomas Stoll        | Andreas Kugler      |
| 2007  | Christoph Sauser    | Christoph Soukup    | Moritz Milatz       |
| 2008  | Alban Lakata        | Peter Riis Andersen | Urs Huber           |
| 2009  | Allan Oras          | Kalle Kriit         | Caspar Austa        |
| 2010  | Ralph Näf           | Mirko Celestino     | Andreas Kugler      |
| 2011  | Alexey Medvedev     | Jukka Vastaranta    | Tim Bohme           |
| 2012  | Kristian Hynek      | Pavel Boudny        | Alban Lakata        |
| 2013  | Alban Lakata        | Christoph Sauser    | Kristian Hynek      |
| 2014  | Christoph Sauser    | Jaroslav Kulhavý    | Christoph Soukup    |
| 2015  | Jaroslav Kulhavý    | Sascha Weber        | Alban Lakata        |
| 2016  | Peeter Pruus        | Tiago Ferreira      | Kristian Hynek      |
| 2017  | Tiago Ferreira      | Alban Lakata        | Karl Platt          |
| 2018  | Alexey Medvedev     | Samuele Porro       | Fabian Rabensteiner |
| 2019  | Tiago Ferreira      | Samuele Porro       | Peeter Pruus        |
| 2020  | Non-disputé         | Non-disputé         | Non-disputé         |
| 2021  | Andreas Seewald     | Samuele Porro       | Martin Stosek       |
| 2022  | Fabian Rabensteiner | Krzysztof Lukasik   | Jaroslav Kulhavý    |
| 2023  | Wout Alleman        | Fabian Rabensteiner | Simon Schneller     |
| 2024  | Lukas Baum          | David Valero        | Fabian Rabensteiner |
| 2025  | Andreas Seewald     | Andrea Siffredi     | Gioele De Cosmo     |

Moins de 23 ans
| Année | Or                 | Argent             | Bronze             |
| 2008  | Jakob Nimpf        | Daniel Federspiel  | Vivien Legastelois |
| 2010  | Konny Looser       | Matthias Leisling  | Lorenzo Martelli   |
| 2011  | Pas de compétition | Pas de compétition | Pas de compétition |
| 2012  | Simon Stiebjahn    | Marek Rauchfuss    | Marcus Nicolai     |
| 2013  | Bartlomiej Wawak   | Enea Vetsch        | Christian Pfäffle  |

### Femmes
| Année | Or                     | Argent                 | Bronze               |
| 2002  | Andrea Huser           | Gunn-Rita Dahle        | Petra Schörkmayer    |
| 2003  | Birgit Jüngst          | Gunn-Rita Dahle        | Sandra Klose         |
| 2004  | Blaža Klemenčič        | Sandra Klose           | Ilona Bublová        |
| 2005  | Pia Sundstedt          | Birgit Jüngst          | Blaža Klemenčič      |
| 2006  | Gunn-Rita Dahle Flesjå | Pia Sundstedt          | Dolores Mächler-Rupp |
| 2007  | Sabine Spitz           | Ariëlle van Meurs      | Esther Süss          |
| 2008  | Esther Süss            | Pia Sundstedt          | Antonia Wipfli       |
| 2009  | Gunn-Rita Dahle Flesjå | Maja Włoszczowska      | Ivanda Eiduka        |
| 2010  | Esther Süss            | Gunn-Rita Dahle Flesjå | Pia Sundstedt        |
| 2011  | Pia Sundstedt          | Sally Bigham           | Elena Giacomuzzi     |
| 2012  | Pia Sundstedt          | Sally Bigham           | Silke Schmidt        |
| 2013  | Esther Süss            | Sally Bigham           | Sabine Spitz         |
| 2014  | Tereza Huříková        | Sally Bigham           | Borghild Løvset      |
| 2015  | Sabine Spitz           | Jolanda Neff           | Esther Süss          |
| 2016  | Sally Bigham           | Jennie Stenerhag       | Katazina Sosna       |
| 2017  | Christina Kollmann     | Claudia Galicia        | Angelika Tazreiter   |
| 2018  | Gunn-Rita Dahle Flesjå | Maja Włoszczowska      | Ariane Lüthi         |
| 2019  | Mara Fumagalli         | Blaža Pintarič         | Jennie Stenerhag     |
| 2020  | Non-disputé            | Non-disputé            | Non-disputé          |
| 2021  | Natalia Fischer        | Steffi Häberlin        | Ramona Forchini      |
| 2022  | Natalia Fischer        | Janina Wüst            | Claudia Peretti      |
| 2023  | Adelheid Morath        | Estelle Morel          | Irina Luetzelschwab  |
| 2024  | Rosa Van Doorn         | Lejla Njemčević        | Claudia Peretti      |
| 2025  | Adelheid Morath        | Natalia Fischer        | Mara Fumagalli       |

## Cross-country ultra marathon

### Hommes
| Année | Or                  | Argent                  | Bronze                        |
| 2018  | Joseba Albizu       | Alberto Fernández Sainz | Guillem Cassu Cantin          |
| 2019  | Llibert Mill Garcia | Joseba Albizu           | Daniel Carreño Nin De Cardona |
| 2020  | Non disputé         | Non disputé             | Non disputé                   |
| 2021  | Philip Handl        | Llibert Mill Garcia     | Dominik Schwaiger             |

### Femmes
| Année | Or                     | Argent                 | Bronze               |
| 2018  | Clara Fernández Chafer | Ramona Gabriel Batalla | Sandra Jordà Pascó   |
| 2019  | Ramona Gabriel Batalla | Silvia Roura Pérez     | Gisela Biguet Espuña |
| 2020  | Non disputé            | Non disputé            | Non disputé          |
| 2021  | Anna Ramírez Bauxel    | Ramona Gabriel Batalla | Marta Tora Mila      |

## Descente

### Hommes
Élites
| Année   | Or                  | Argent               | Bronze                   |
| ------- | ------------------- | -------------------- | ------------------------ |
| 1991    | Christian Taillefer | Philippe Perakis     | Albert Iten              |
| 1992    | Jürgen Sprich       | Albert Iten          | Paul Herijgers           |
| 1993    | Jürgen Sprich       | Bruno Zanchi         | Vincent Julliot          |
| 1994    | Nicolas Vouilloz    | Tommy Johansson      | Corrado Hérin            |
| 1995    | François Gachet     | Nicolas Vouilloz     | Alexandre Balaud         |
| 1996    | Tomás Misser        | Jürgen Beneke        | Gianluca Bonanomi        |
| 1997    | Nicolas Vouilloz    | Corrado Hérin        | Jürgen Beneke            |
| 1998    | Nicolas Vouilloz    | Corrado Hérin        | Jürgen Beneke            |
| 1999    | Bruno Zanchi        | Rene Wildhaber       | Kristian Eriksson        |
| 2000    | Steve Peat          | Nicolas Vouilloz     | Fabien Barel             |
| 2001    | Filip Polc          | Corrado Hérin        | Cédric Gracia            |
| 2002    | Pas de compétition  | Pas de compétition   | Pas de compétition       |
| 2003    | Julien Camellini    | Mickael Pascal       | Mickaël Deldycke         |
| 2004    | Steve Peat          | Fabien Barel         | Julien Camellini         |
| 2005    | Fabien Barel        | Marc Beaumont        | Steve Peat               |
| 2006    | Gee Atherton        | Marc Beaumont        | Fabien Barel             |
| 2007    | David Vázquez López | Pasqual Canals       | Florent Payet            |
| 2008    | Florent Payet       | Damien Spagnolo      | Nick Beer                |
| 2009    | Nick Beer           | Aurélien Giordanengo | Rémi Thirion             |
| 2010    | Robin Wallner       | Nick Beer            | Markus Pekoll            |
| 2011-12 | Pas de compétition  | Pas de compétition   | Pas de compétition       |
| 2013    | Markus Pekoll       | Manuel Gruber        | Miran Vauh               |
| 2014    | Pas de compétition  | Pas de compétition   | Pas de compétition       |
| 2015    | Jure Zabjek         | Sławomir Łukasik     | Lutz Weber               |
| 2016    | Sławomir Łukasik    | Lutz Weber           | Wojciech Czermak         |
| 2017    | Florent Payet       | Sławomir Łukasik     | Loris Revelli            |
| 2018    | Francisco Pardal    | Benoît Coulanges     | Johannes Von Klebelsberg |
| 2019    | Baptiste Pierron    | Benoît Coulanges     | David Trummer            |
| 2020    | Pas de compétition  | Pas de compétition   | Pas de compétition       |
| 2021    | Loris Vergier       | Benoît Coulanges     | Danny Hart               |
| 2022    | Andreas Kolb        | David Trummer        | Benoît Coulanges         |
| 2023    | Antoine Vidal       | Baptiste Pierron     | Ethan Craik              |
| 2024    | Andreas Kolb        | Matt Walker          | Loïc Martin              |
| 2025    | Simon Chapelet      | Andreas Kolb         | Johan Garcin             |

Juniors

### Femmes
Élites
| Année   | Or                     | Argent             | Bronze             |
| ------- | ---------------------- | ------------------ | ------------------ |
| 1991    | Giovanna Bonazzi       | Nathalie Fiat      | Sophie Kempf       |
| 1992    | Susi Buchwieser        | Giovanna Bonazzi   | Sophie Kempf       |
| 1993    | Giovanna Bonazzi       | Brigitta Kasper    | Rita Bürgi         |
| 1994    | Anne-Caroline Chausson | Giovanna Bonazzi   | Brigitta Kasper    |
| 1995    | Anne-Caroline Chausson | Giovanna Bonazzi   | Carole Grange      |
| 1996    | Anne-Caroline Chausson | Nolvenn Le Caër    | Mercedes González  |
| 1997    | Anne-Caroline Chausson | Nolvenn Le Caër    | Giovanna Bonazzi   |
| 1998    | Anne-Caroline Chausson | Katja Repo         | Regina Stiefl      |
| 1999    | Florentina Möser       | Malin Lindgren     | Tracy Moseley      |
| 2000    | Tracy Moseley          | Sabrina Jonnier    | Céline Gros        |
| 2001    | Sarah Stieger          | Fionn Griffiths    | Tracy Moseley      |
| 2002    | Pas de compétition     | Pas de compétition | Pas de compétition |
| 2003    | Anne-Caroline Chausson | Marielle Saner     | Nolvenn Le Caër    |
| 2004    | Anne-Caroline Chausson | Marielle Saner     | Tracy Moseley      |
| 2005    | Anne-Caroline Chausson | Sabrina Jonnier    | Marielle Saner     |
| 2006    | Rachel Atherton        | Marielle Saner     | Helen Gaskell      |
| 2007    | Sabrina Jonnier        | Céline Gros        | Emmeline Ragot     |
| 2008    | Sabrina Jonnier        | Petra Bernhard     | Floriane Pugin     |
| 2009    | Floriane Pugin         | Emmeline Ragot     | Céline Gros        |
| 2010    | Myriam Nicole          | Floriane Pugin     | Anita Ager-Wick    |
| 2011-12 | Pas de compétition     | Pas de compétition | Pas de compétition |
| 2013    | Emmeline Ragot         | Morgane Charre     | Eva Dimitrova      |
| 2014    | Pas de compétition     | Pas de compétition | Pas de compétition |
| 2015    | Jana Bártová           | Veronika Widmann   | Eleonora Farina    |
| 2016    | Marine Cabirou         | Monika Hrastnik    | Lea Rutz           |
| 2017    | Eleonora Farina        | Alia Marcellini    | Marine Cabirou     |
| 2018    | Monika Hrastnik        | Morgane Charre     | Nastasia Gimenez   |
| 2019    | Camille Balanche       | Monika Hrastnik    | Veronika Widmann   |
| 2020    | Pas de compétition     | Pas de compétition | Pas de compétition |
| 2021    | Monika Hrastnik        | Eleonora Farina    | Veronika Widmann   |
| 2022    | Monika Hrastnik        | Camille Balanche   | Veronika Widmann   |
| 2023    | Eleonora Farina        | Monika Hrastnik    | Lisa Baumann       |
| 2024    | Lisa Baumann           | Valentina Höll     | Marine Cabirou     |
| 2025    | Lisa Baumann           | Gloria Scarsi      | Vicky Clavel       |

Juniors
| Année     | Or                  | Argent             | Bronze             |
| --------- | ------------------- | ------------------ | ------------------ |
| 1993      | Nolvenn Le Caër     | Laëtitia Holweck   | Petra Winterhalder |
| 1995      | Nolvenn Le Caër     | Sari Jörgensen     | Nicole Stockalper  |
| 1996      | Nolvenn Le Caër     | Sabrina Jonnier    | Tracy Moseley      |
| 1997      | Sabrina Jonnier     | Sarah Stieger      | Tracy Moseley      |
| 1998      | Sabrina Jonnier     | Sari Jörgensen     | Anneke Beerten     |
| 1999      | Sabrina Jonnier     | Pascaline Reusser  | Sandra Walker      |
| 2000      | Céline Gros         |                    |                    |
| 2001      | Céline Gros         | Helen Gaskell      | Estelle Vuillemin  |
| 2002      | Pas de compétition  | Pas de compétition | Pas de compétition |
| 2003      | Emmeline Ragot      |                    |                    |
| 2004      | Emmeline Ragot      |                    |                    |
| 2005      | Rachel Atherton     |                    |                    |
| 2006      | Floriane Pugin      |                    |                    |
| 2007      | Floriane Pugin      |                    |                    |
| 2008      | Anaïs Pajot         |                    |                    |
| 2009      | Fanny Lombard       |                    |                    |
| 2010      | Fanny Lombard       | Julie Berteaux     | Kim Annika Schauff |
| 2011-14   | Pas de compétition  | Pas de compétition | Pas de compétition |
| 2015      | Simona Porubanova   | Hanna Kurek        | -                  |
| 2016      | Pas de compétition  | Pas de compétition | Pas de compétition |
| 2017      | Beatrice Migliorini | Mélanie Chappaz    | Flora Lesoin       |
| 2018      | Nastasia Gimenez    | Valentina Höll     | Lelia Tasso        |
| 2019-2020 | Pas de compétition  | Pas de compétition | Pas de compétition |
| 2021      | Izabela Yankova     | Sophie Gutöhrle    | Kine Haugom        |
| 2022      | Izabela Yankova     | Kine Haugom        | Lisa Bouladou      |
| 2023      | Laïs Bonnaure       | Emy Grandouiller   | Sofia Priori Viale |
| 2024      | Ella Svegby         | Laïs Bonnaure      | Emma Bindhammer    |
| 2025      | Rosa Zierl          | Cassandre Peizerat | Emma Bindhammer    |

## Dual slalom

### Hommes
| Année | Or               | Argent        | Bronze         |
| 1998  | Michal Maroši    | Guido Tschugg | Gerwin Peters  |
| 1999  | Mickael Deldycke | Michal Maroši | Jani Vesikko   |
| 2000  | Mickael Deldycke | Steve Peat    | Karim Amour    |
| 2001  | Cédric Gracia    | Karim Amour   | Scott Beaumont |

### Femmes
| Année | Or                     | Argent           | Bronze           |
| 1998  | Anne-Caroline Chausson | Helen Mortimer   | Giovanna Bonazzi |
| 1999  | Tracy Moseley          | Helena Kurandová | Sofia Fagerström |
| 2000  | Céline Gros            | Nolvenn Le Caër  | Sarah Stieger    |
| 2001  | Sabrina Jonnier        | Fionn Griffiths  | Tracy Moseley    |

## Four-cross

### Hommes
| Année | Or                 | Argent             | Bronze             |
| 2003  | Michal Prokop      | Lukáš Tamme        | Dale Holmes        |
| 2004  | Michal Prokop      | Lukáš Tamme        | Leiv Ove Nordmark  |
| 2006  | Joost Wichman      | Scott Beaumont     | Guido Tschugg      |
| 2007  | Joost Wichman      | Romain Saladini    | Dominik Gspan      |
| 2008  | Pas de compétition | Pas de compétition | Pas de compétition |
| 2009  | Michal Prokop      | Roger Rinderknecht | Tomáš Slavík       |
| 2010  | Joost Wichman      | Tomáš Slavík       | Jurg Meijer        |
| 2011  | Pas de compétition | Pas de compétition | Pas de compétition |
| 2012  | Felix Beckeman     | Marek Peško        | Lukáš Mechura      |
| 2013  | Jakub Riha         | Giovanni Pozzoni   | Miran Vauh         |

### Femmes
| Année | Or                     | Argent                | Bronze                |
| 2003  | Anne-Caroline Chausson | Laëtitia Le Corguillé | Jana Horáková         |
| 2004  | Anne-Caroline Chausson | Jana Horáková         | Laëtitia Le Corguillé |
| 2007  | Sabrina Jonnier        | Céline Gros           | Rachel Seydoux        |
| 2008  | Pas de compétition     | Pas de compétition    | Pas de compétition    |
| 2009  | Anita Molcik           | Rachel Seydoux        | Lucia Oetjen          |
| 2010  | Romana Labounková      | Anita Molcik          | Anneke Beerten        |
| 2011  | Pas de compétition     | Pas de compétition    | Pas de compétition    |
| 2012  | Katy Curd              | Anita Molcik          | Lucia Oetjen          |
| 2013  | Emmeline Ragot         | Morgane Charre        | Tereza Votavova       |

## Trial

### Hommes
Élites 20 pouces
| Année     | Or                 | Argent             | Bronze             |
| 2008      | Rafał Kumorowski   | Benito Ros         | Marco Thomä        |
| 2009      | Daniel Comas       | Benito Ros         | Rafał Kumorowski   |
| 2010      | Benito Ros         | Abel Mustieles     | Rafał Kumorowski   |
| 2011      | Daniel Comas       | Benito Ros         | Abel Mustieles     |
| 2012      | Abel Mustieles     | Vincent Hermance   | Benito Ros         |
| 2013      | Abel Mustieles     | Ion Areitio        | Rick Koekoek       |
| 2014      | Abel Mustieles     | Benito Ros         | Rick Koekoek       |
| 2015      | Benito Ros         | Abel Mustieles     | Alex Rudeau        |
| 2016      | Abel Mustieles     | Benito Ros         | Joachim Nymann     |
| 2017      | Pas de compétition | Pas de compétition | Pas de compétition |
| 2018      | Ion Areitio        | Thomas Pechhacker  | Dominik Oswald     |
| 2019      | Dominik Oswald     | Alejandro Montalvo | Thomas Pechhacker  |
| 2020-2022 | Pas de compétition | Pas de compétition | Pas de compétition |
| 2023      | Borja Conejos      | Alejandro Montalvo | Dominik Oswald     |
| 2024      | Eloi Palau         | Borja Conejos      | Alejandro Montalvo |

Élites 26 pouces
| Année     | Or                 | Argent              | Bronze              |
| 2003      | Vincent Hermance   | Kenny Belaey        | Juan de la Peña     |
| 2004      | Vincent Hermance   | Marc Caisso         | Kenny Belaey        |
| 2005      | Kenny Belaey       | Vincent Hermance    | Rafał Kumorowski    |
| 2006      | Kenny Belaey       | Vincent Hermance    | Daniel Comas        |
| 2007      | Vincent Hermance   | Kenny Belaey        | Gilles Coustellier  |
| 2008      | Gilles Coustellier | Giacomo Coustellier | Vincent Hermance    |
| 2009      | Gilles Coustellier | Kenny Belaey        | Vincent Hermance    |
| 2010      | Gilles Coustellier | Kenny Belaey        | Vincent Hermance    |
| 2011      | Kenny Belaey       | Vincent Hermance    | Gilles Coustellier  |
| 2012      | Gilles Coustellier | Hannes Herrmann     | Guillaume Dunand    |
| 2013      | Gilles Coustellier | Vincent Hermance    | Aurélien Fontenoy   |
| 2014      | Gilles Coustellier | Kenny Belaey        | Vincent Hermance    |
| 2015      | Jack Carthy        | Vincent Hermance    | Giacomo Coustellier |
| 2016      | Gilles Coustellier | Vincent Hermance    | Aurélien Fontenoy   |
| 2018      | Jack Carthy        | Nicolas Vallée      | Pol Tarres          |
| 2019      | Jack Carthy        | Nicolas Vallée      | Sergi Llongueras    |
| 2020-2022 | Pas de compétition | Pas de compétition  | Pas de compétition  |
| 2023      | Jack Carthy        | Daniel Barón        | Julen Saenz         |
| 2024      | Jack Carthy        | Charlie Rolls       | Julen Saenz         |

Juniors 20 pouces
| Année     | Or                 | Argent             | Bronze             |
| 2011      | Raphael Pils       | Alessandro Bertola | Filip Mrugała      |
| 2012      | Raphael Pils       | Hannes Herrmann    | Guillaume Dunand   |
| 2013      | Dominik Oswald     | Lucas Krell        | Bernat Seuba       |
| 2014      | Dominik Oswald     | Alessio Povolo     | Sebastian Krell    |
| 2015      | Dominik Oswald     | Sebastian Ruiz     | Nicolas Fleury     |
| 2016      | Eloi Palau         | Sebastian Ruiz     | Samuel Hlavaty     |
| 2018      | Alejandro Montalvo | Noah Sandritter    | Martí Arán Calonja |
| 2019      | Charlie Rolls      | Toni Guillen       | Antonio Fraile     |
| 2020-2022 | Pas de compétition | Pas de compétition | Pas de compétition |
| 2023      | Niilo Stenvall     | Robin Berchiatti   | Oliver Weightman   |
| 2024      | Victor Perez       | Guillaume Camus    | Travis Asenjo      |

Juniors 26 pouces
| Année     | Or                 | Argent             | Bronze              |
| 2011      | Robin Fix          | David Bonzon       | Yann Dunant         |
| 2012      | David Bonzon       | Eloi Pare          | Clément Meot        |
| 2013      | Jack Carthy        | Jeremy Descloux    | Jonathan Sandritter |
| 2014      | Jack Carthy        | Sergi Llongueras   | Nicolas Vallée      |
| 2015      | Nicolas Vallée     | Jordi Araque       | Tom Blaser          |
| 2016      | Nicolas Vallée     | Jordi Araque       | Noah Cardona        |
| 2018      | Oliver Widmann     | Nathan Charra      | Romain Lassance     |
| 2019      | Oliver Widmann     | Vito Gonzalez      | Daniel Baron        |
| 2020-2022 | Pas de compétition | Pas de compétition | Pas de compétition  |
| 2023      | Daniel Cegarra     | Luka Pasturel      | Titouan Corre       |
| 2024      | Ferran Gonzalo     | Vojtěch Hendrych   | Pacome Grimaud      |

### Femmes
Élites
| Année     | Or                 | Argent             | Bronze             |
| 2006      | Mireia Abant       | Karin Moor         | Julie Pesenti      |
| 2007      | Mireia Abant       | Karin Moor         | Gemma Abant        |
| 2008      | Karin Moor         | Julie Pesenti      | Mireia Abant       |
| 2009      | Karin Moor         | Mireia Abant       | Gemma Abant        |
| 2010      | Karin Moor         | Gemma Abant        | Mireia Abant       |
| 2011      | Karin Moor         | Romina Fix         | Mireia Abant       |
| 2012      | Tatiana Janíčková  | Gemma Abant        | Andrea Wesp        |
| 2013      | Gemma Abant        | Tatiana Janíčková  | Mireia Abant       |
| 2014      | Tatiana Janíčková  | Gemma Abant        | Nina Reichenbach   |
| 2015      | Tatiana Janíčková  | Nina Reichenbach   | Kristína Sýkorová  |
| 2016      | Tatiana Janíčková  | Nina Reichenbach   | Debi Studer        |
| 2018      | Nina Reichenbach   | Manon Basseville   | Alba Hidalgo       |
| 2019      | Nina Reichenbach   | Manon Basseville   | Vera Baron         |
| 2020-2022 | Pas de compétition | Pas de compétition | Pas de compétition |
| 2023      | Vera Baron         | Alba Riera         | Nina Reichenbach   |
| 2024      | Vera Baron         | Nina Reichenbach   | Eliška Hříbková    |

Juniors
| Année | Or           | Argent        | Bronze     |
| 2024  | Andrea Pérez | Emilia Keikus | Nina Vabre |

## Beachrace

### Hommes
| Année | Or                | Argent             | Bronze             |
| 2016  | Jasper Ockeloen   | Ronan van Zandbeek | Ramses Bekkenk     |
| 2017  | Jasper Ockeloen   | Robbert de Nijs    | Ronan van Zandbeek |
| 2018  | Lars Boom         | Mike Teunissen     | Bram Imming        |
| 2019  | Ivar Slik         | Timothy Dupont     | Rick van Breda     |
| 2021  | Samuel Leroux     | Rick van Breda     | Coen Vermeltfoort  |
| 2022  | Coen Vermeltfoort | Timothy Dupont     | Samuel Leroux      |

### Femmes
| Année | Or                   | Argent          | Bronze               |
| 2016  | Pauliena Rooijakkers | Esther van Veen | Natalie van Gogh     |
| 2017  | Riejanne Markus      | Claudia Koster  | Rozanne Slik         |
| 2018  | Pauliena Rooijakkers | Riejanne Markus | Rozanne Slik         |
| 2019  | Nina Kessler         | Riejanne Markus | Tessa Neefjes        |
| 2021  | Pauliena Rooijakkers | Riejanne Markus | Rozanne Slik         |
| 2022  | Tessa Neefjes        | Nina Kessler    | Véronique Florizoone |